# Лінивка-смугохвіст плямистобока
Лінивка-смугохвіст плямистобока (Nystalus maculatus) — вид дятлоподібних птахів родини лінивкових (Bucconidae).

## Поширення
Ендемік Бразилії. Живе в каатинзі, в сухих низовинних лісах до 1300 м над рівнем моря.

## Опис
Птах завдовжки близько 18-20 см і вагою близько 44 г. Спинка коричнева з вохристими лініями. Голова руда, з жовто-помаранчевим коміром і плямою такого ж кольору на грудях. Решта грудей та черево білуваті з великими чорними крапками на боках. Дзьоб помарнчевий. Очі жовті.

## Спосіб життя
Живе на відкритих просторах. Трапляється поодинці або парами. Харчується комахами, павукоподібними та дрібними хребетними. Для гнізда птах викопує у піщаному ярі тунель завдовжки до 1 м, в кінці якого робить гніздову камеру. Самиця відкладає 2 або 3 яйця. Вхід в тунель замаскований рослинним матеріалом і землею. Пара по черзі доглядає за гніздом, інкубує яйця та годує пташенят.

## Підвиди
Монотиповий вид. Колишній підвид Nystalus maculatus striatipectus зараз виокремлюється у вид Nystalus striatipectus.